# Barreiras do Piauí
Barreiras do Piauí este un oraș în Piauí (PI), Brazilia.